# Anomis prima
Anomis prima là một loài bướm đêm trong họ Erebidae.